# Jean Restout
Jean Restout, detto il Giovane (Rouen, 26 marzo 1692 – Parigi, 1º gennaio 1768), è stato un pittore francese.

## Biografia

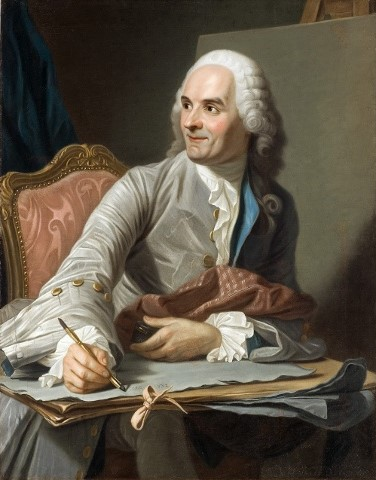
Restout ritratto da Taddeo Kuntze, da un dipinto ad opera di Maurice Quentin de La Tour, 1756

Restout nacque nella città di Rouen, in Normandia, il 26 marzo 1692. Era figlio e allievo di Jean Restout il Vecchio, pittore ecclesiastico di Caen. Anche sua madre, Marie Madeleine Jouvenet (1655 circa - prima del 1729), era un'artista e sorella del famoso pittore Jean Jouvenet.
Jean Restout il Vecchio morì improvvisamente nel 1702 e in seguito due dei suoi fratelli, gli artisti Jacques ed Eustache, si presero cura del decenne Restout. Nel 1707 dopo essere stato presentato da Eustache, Restout entrò nello studio di Jouvenet a Parigi. In quel periodo raggiunse una posizione di una certa importanza, assistendo persino lo zio nel completamento delle sue ultime commissioni. Inoltre, Jouvenet diede a Restout la maggior parte dei suoi numerosi disegni, alcuni dei quali erano studi di figura.
Il 29 maggio 1717 Restout fu ammesso all'Académie royale de peinture et de sculpture come agréé o associato in seguito alla presentazione del dipinto Venere che ordina le armi da Vulcano per Enea. Evidentemente preparò per l'Accademia un'altra opera complementare, intitolata Venere presenta le armi ad Enea. Entrambi i dipinti potrebbero essere stati composti in previsione del concorso del Prix de Rome di quell'anno, ma a quanto pare Restout pensò solo di partecipare al concorso, visto che non fu tra i finalisti di aprile.
La carriera di Restout come pittore religioso iniziò seriamente nel 1730, quando ricevette una duplice commissione dall'abbazia benedettina di Bourgueil, vicino a Chinon. Entrambi i dipinti, l'Estasi di San Benedetto e la Morte di Santa Scolastica, sono incentrati su figure monastiche. Sempre in quel periodo aprì il suo atelier a Parigi, dove raccomandava ai suoi allievi di porre l'accento sugli angoli e sulle punte, tanto che il suo laboratorio fu soprannominato “la scuola dei appuntiti”. Oltre al cognato Noël Hallé, vi formò altri artisti, tra cui Jean-Baptiste Deshays, Charles Monnet, Joseph Wamps, Maurice Quentin de La Tour ed Anton Losenko.
Nel 1729 Restout sposò Marie-Anne Hallé (1704-1784), figlia del pittore dell'Accademia Claude Guy Hallé, da cui ebbe nel 1732 il suo unico figlio, Jean-Bernard Restout. Anch'egli, come il padre, ebbe una carriera pittorica di successo, anche se piuttosto convenzionale: vinse il Prix de Rome nel 1758, fu ammesso all'Accademia nel 1769 ed espose regolarmente al Salon di Parigi.
Restout morì nel Palazzo del Louvre il 1º gennaio 1768. Il suo classicismo tardo-barocco rendeva le sue pale d'altare, come la Morte di Santa Scolastica, un unicum isolato e in contrasto con i suoi contemporanei rococò.

## Opere
Questa lista è suscettibile di variazioni e potrebbe essere incompleta o non aggiornata.

- San Bruno in Preghiera (1711) – Museo di Belle arti di Dole.
- Ritratto di Dom Louis Daudouin du Basset, monaco certosino di Gaillon (1716) – Museo delle Belle arti di Rouen.
- Venere ordina le armi da Vulcano per Enea (1717) – Los Angeles County Museum of Art.[16]
- Venere presenta le armi ad Enea (1717)  – National Gallery of Canada, Ottawa.[17]
- Alfeo e Aretusa (1720) – Museo delle Belle arti di Rouen.
- Estasi di San Benedetto (1730) – Museo delle Belle arti di Tours.
- Morte di Santa Scolastica (1730)  – Musée des Beaux-Arts de Tours.
- La Pentecoste (1732)  – Museo del Louvre, Parigi.
- Alessandro e il suo medico (1747) – Museo di Piccardia, Amiens.[18]
- Martirio di Sant'Andrea (1749) – Museo di Grenoble.
- Trionfo di Bacco e Arianna (1757) – Sanssouci, Potsdam.
- Orfeo ed Euridice (1763) – Museo di belle arti di Rennes.

## Galleria d'immagini

### Dipinti

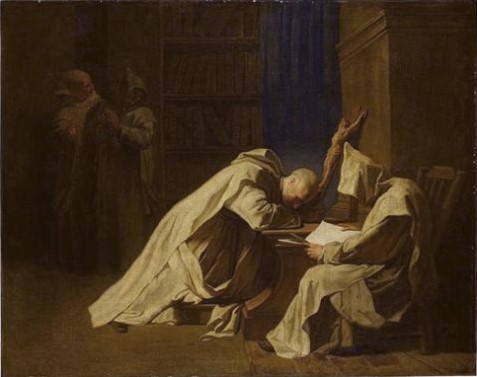
San Bruno in Preghiera, 1711
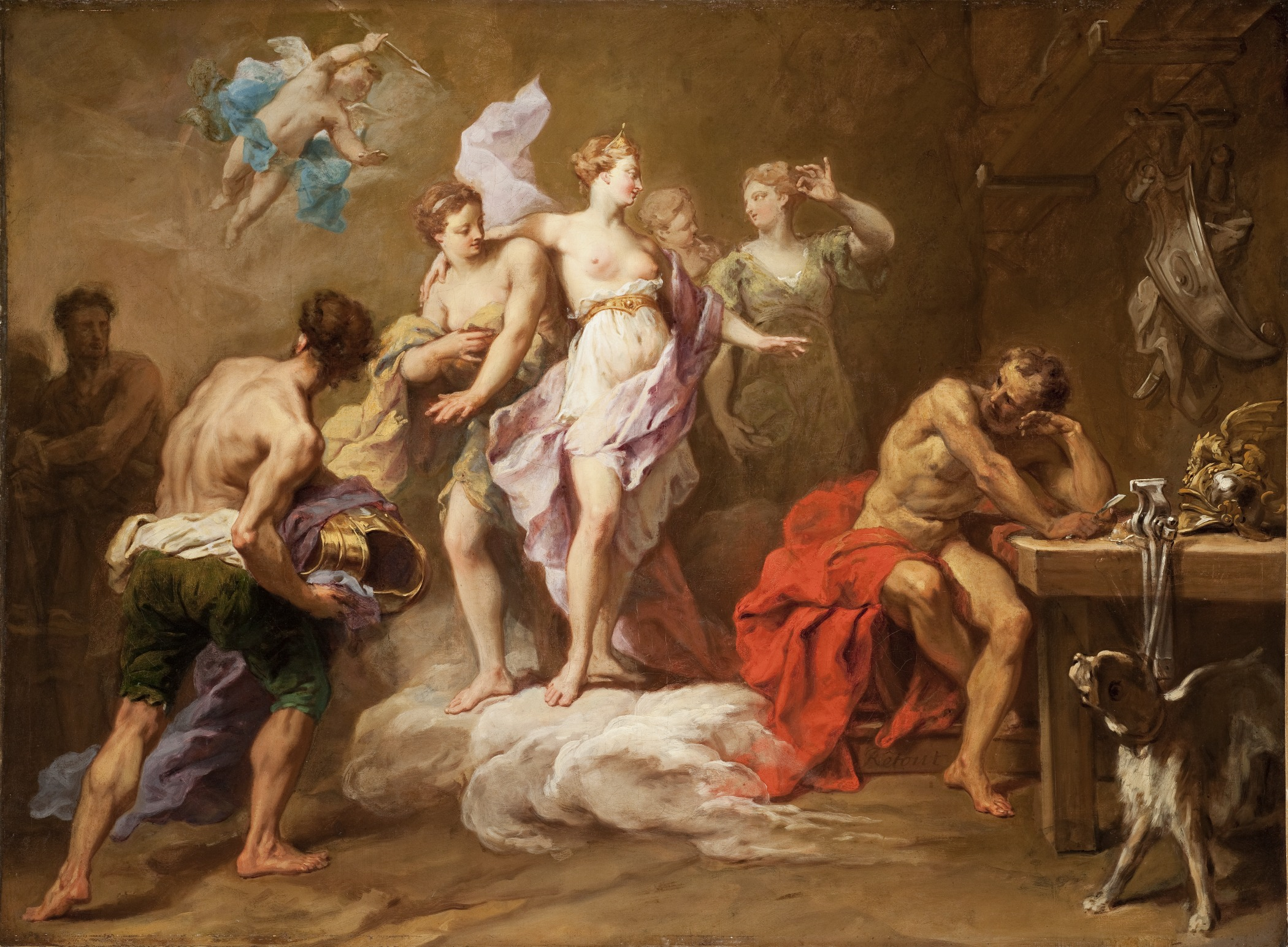
Venere ordina le armi da Vulcano per Enea, 1717
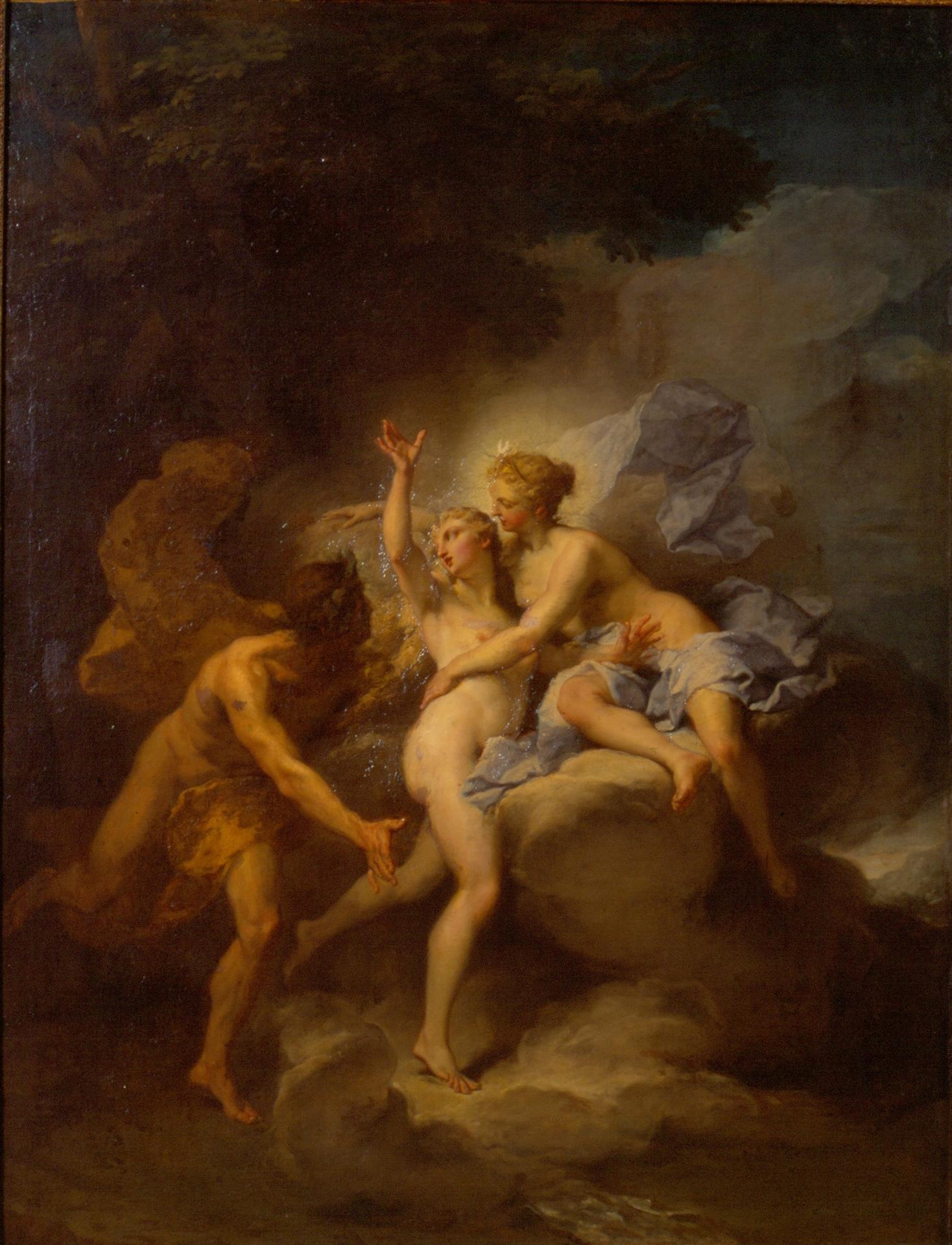
Alfeo e Aretusa, 1720
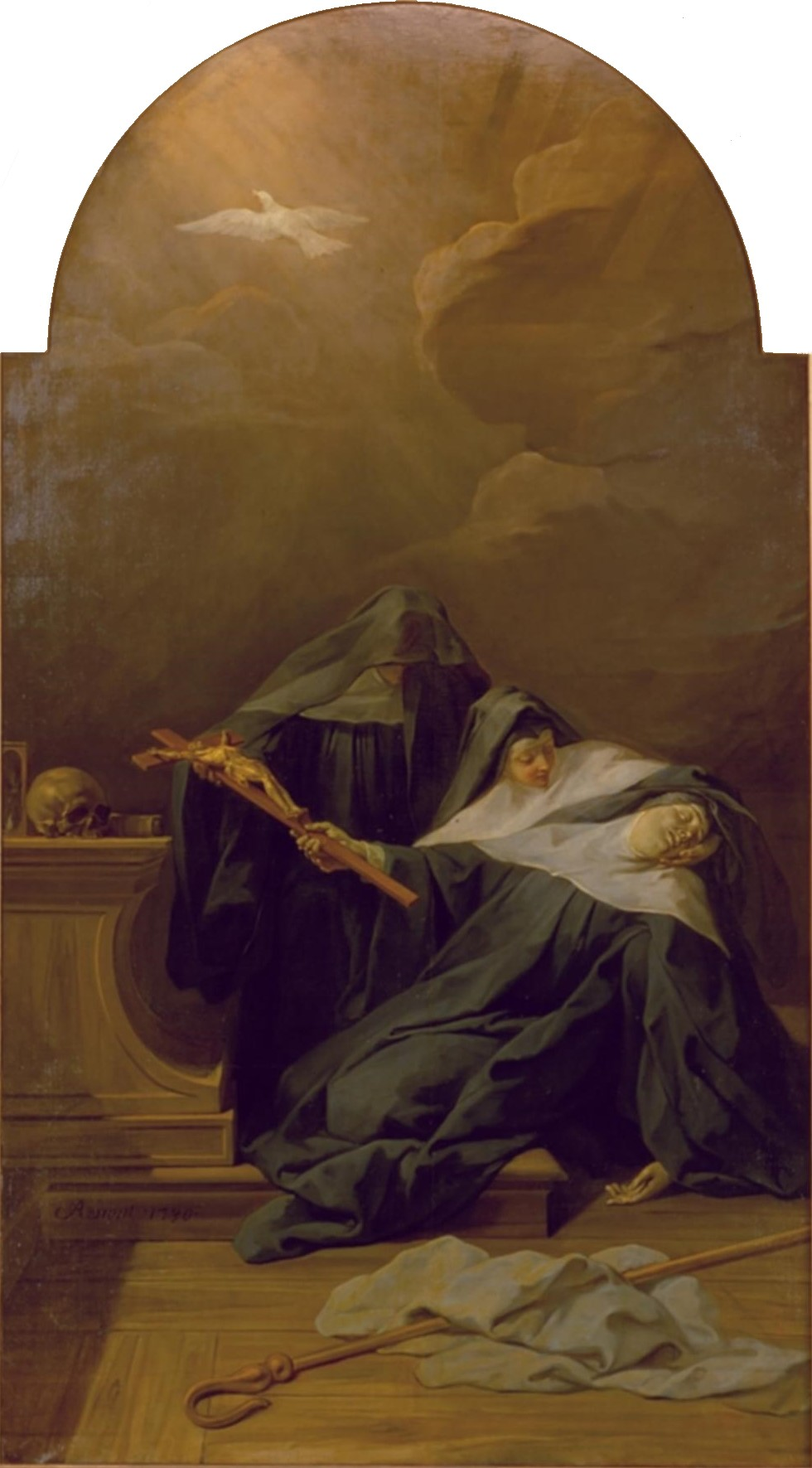
Morte di Santa Scolastica, 1730
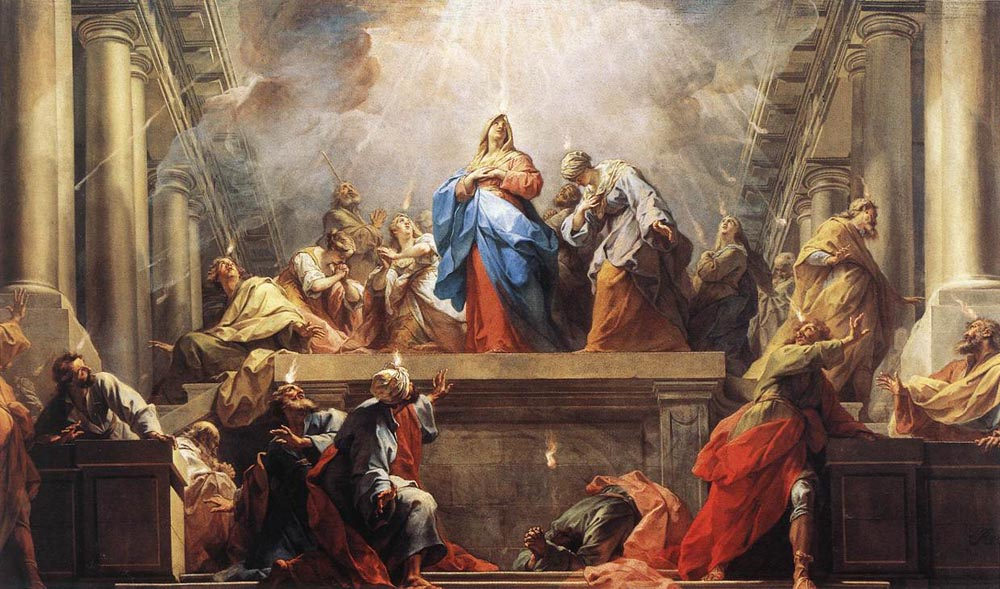
La Pentecoste, 1732
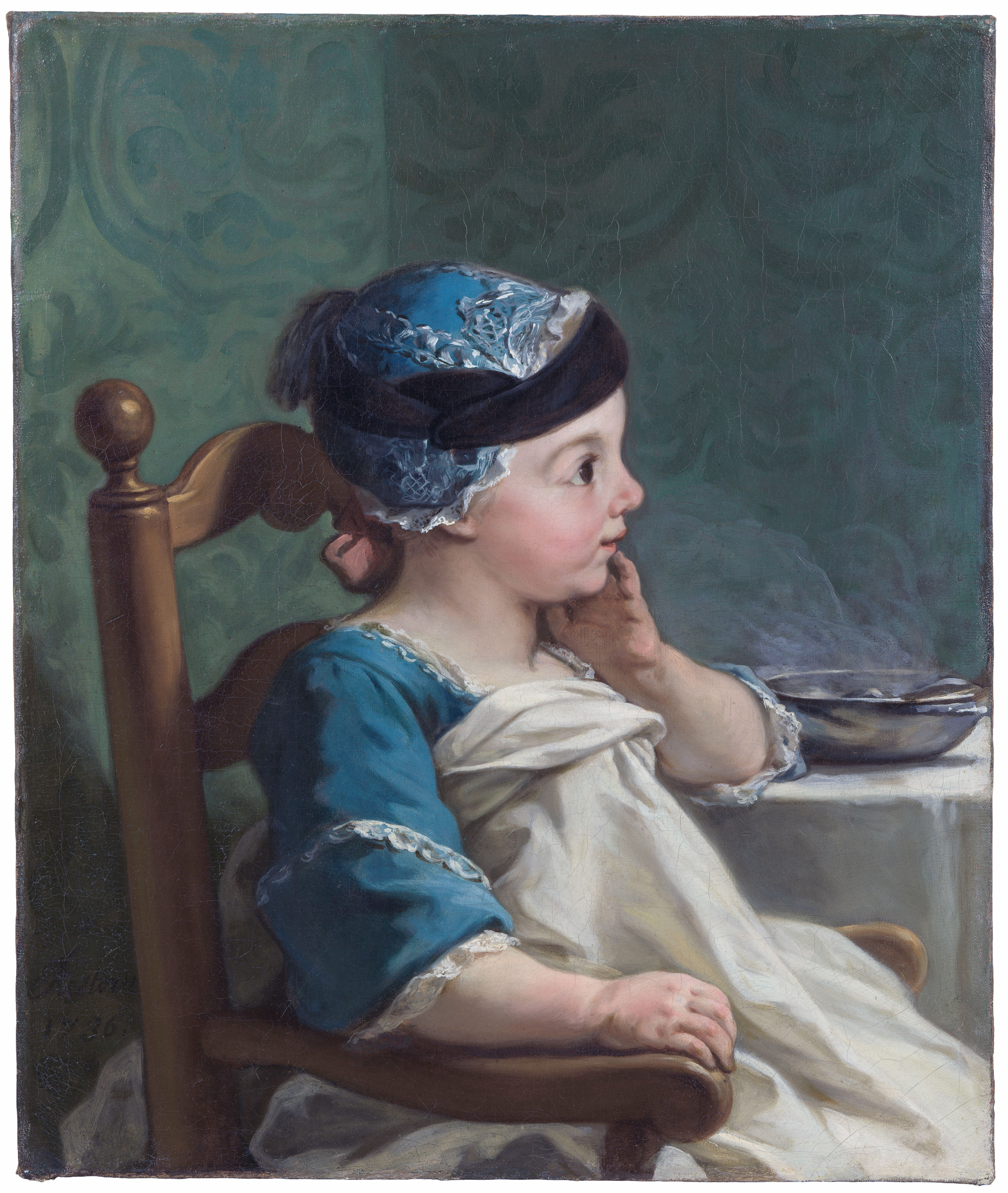
Fanciullo su un seggiolone o Ritratto di Jean-Bernard Restout, 1736
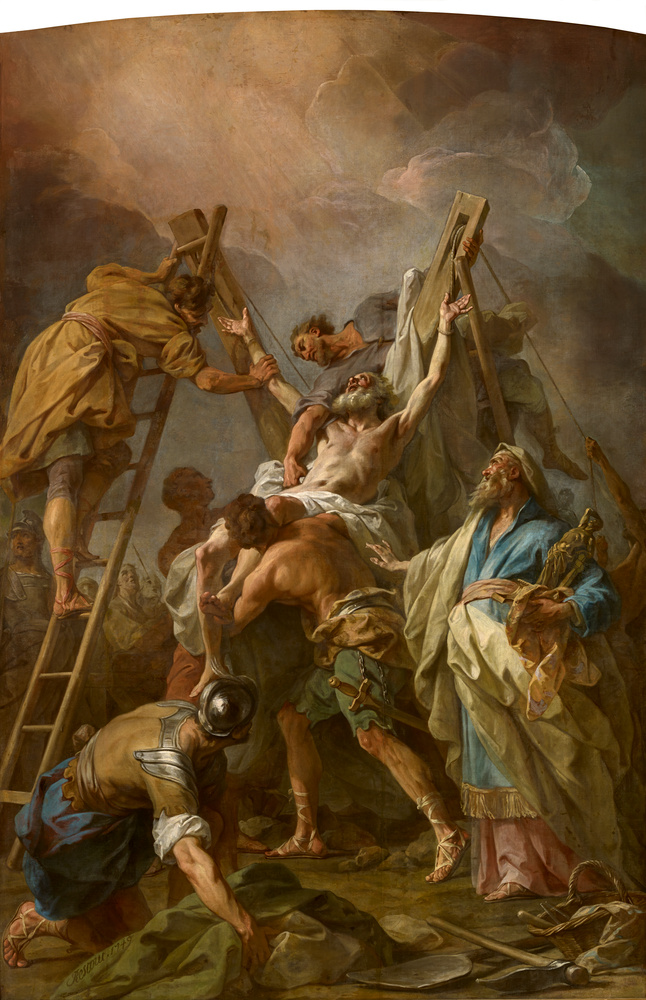
Martirio di Sant'Andrea, 1749
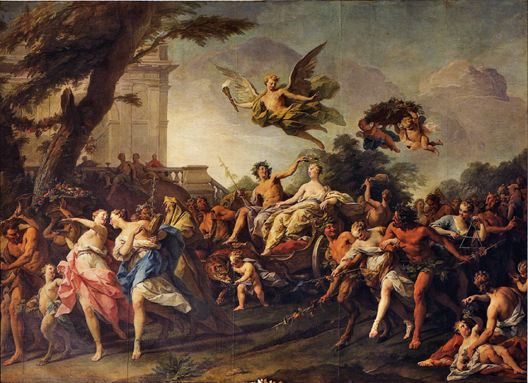
Trionfo di Bacco e Arianna, 1757

### Disegni

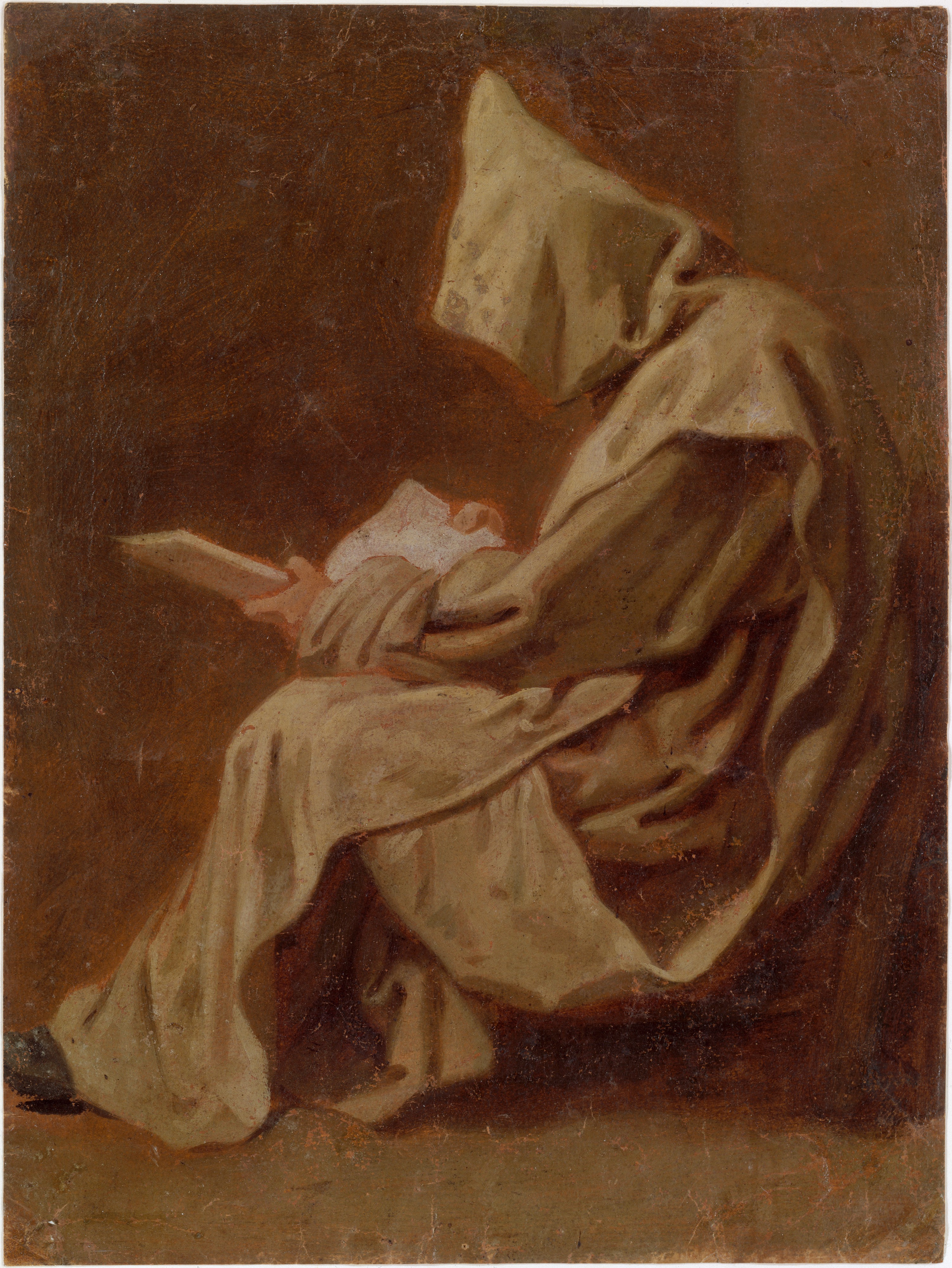
Certosino seduto con libro aperto, 1711
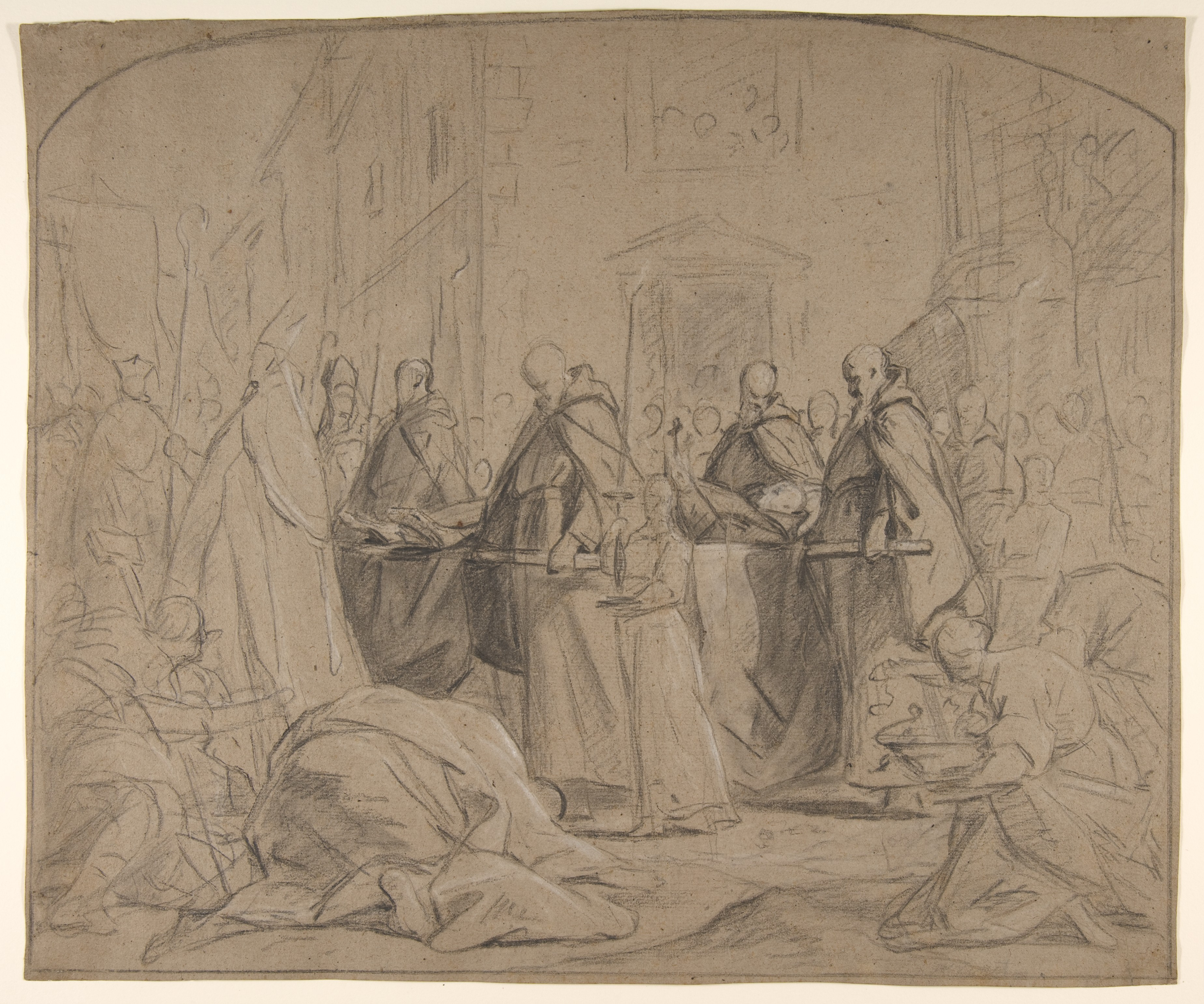
Funerale di François Duplessis de Mornay, 1741 ca
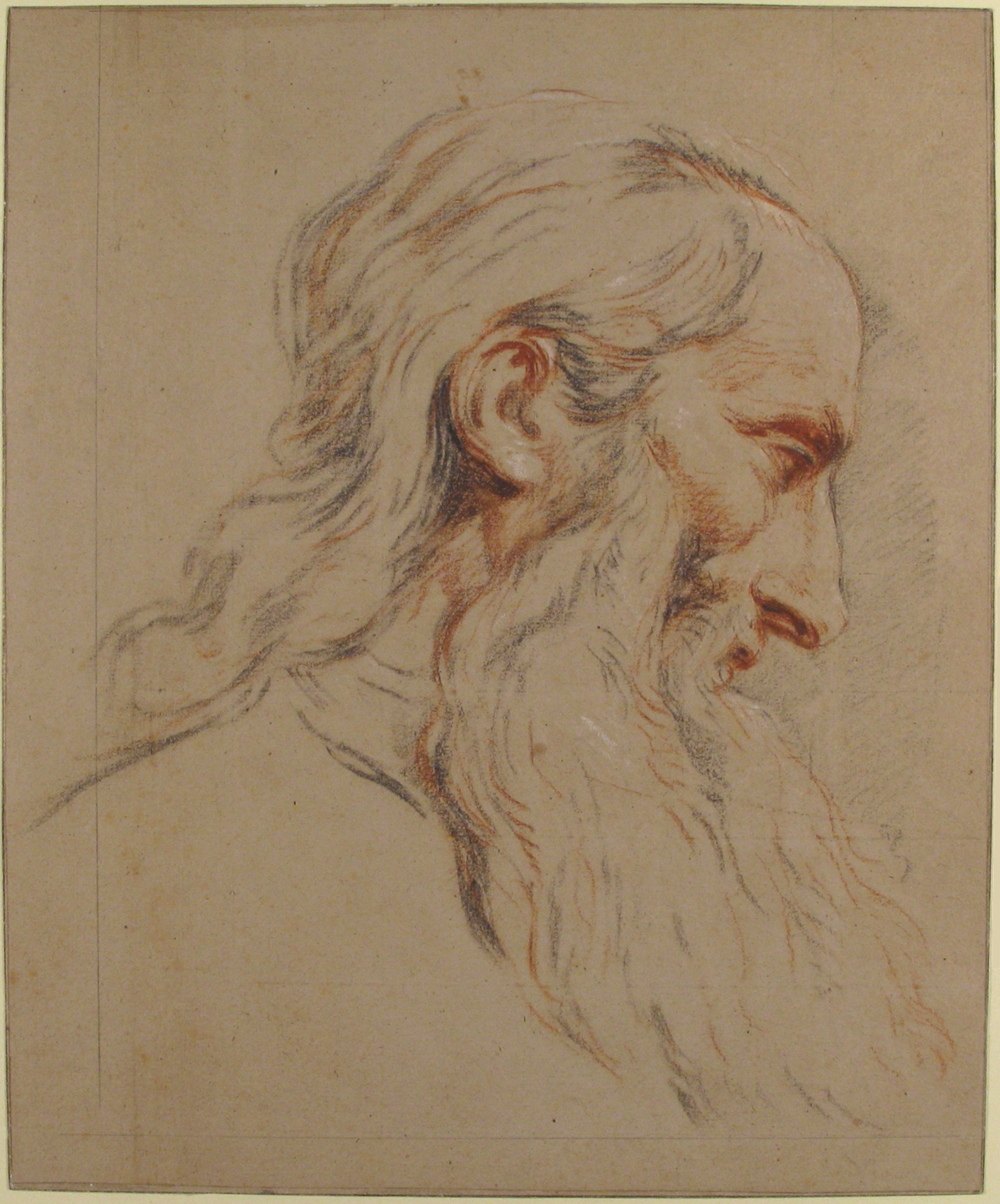
Testa di uomo barbuto, 1750 ca